# كارولين نوكس
كارولين نوكس (بالإنجليزية: Caroline Knox) هي كاتِبة وشاعرة أمريكية، ولدت في 27 أبريل 1938.